# Liga Mistrzów w piłce siatkowej (2005/2006)
Liga Mistrzów siatkarzy w sezonie 2005/2006 (oficjalna nazwa Indesit European Champions League 2005/2006) – 6. kolejna edycja międzynarodowych rozgrywek, organizowana przez Europejską Konfederację Piłki Siatkowej (CEV) – w ramach europejskich pucharów – dla 20 męskich klubowych zespołów siatkarskich "starego kontynentu".

## Drużyny uczestniczące
| Państwo             | Drużyna                    |
| ------------------- | -------------------------- |
| Austria             | aon hotVolleys Wiedeń      |
| Austria             | Hypo Tirol Volleyballteam  |
| Belgia              | Noliko Maaseik             |
| Belgia              | Knack Randstad Roeselare   |
| Bułgaria            | Lewski Sofia               |
| Czechy              | VK Kladno                  |
| Francja             | Tours VB                   |
| Francja             | AS Cannes                  |
| Grecja              | Olympiakos SFP             |
| Grecja              | GS Iraklis                 |
| Hiszpania           | Unicaja Almería            |
| Holandia            | ORTEC Rotterdam.Nesselande |
| Niemcy              | evivo Düren                |
| Niemcy              | VfB Friedrichshafen        |
| Polska              | Skra Bełchatów             |
| Rosja               | Lokomotiw Biełgorod        |
| Rosja               | Dinamo Moskwa              |
| Serbia i Czarnogóra | Budućnost Podgorička banka |
| Włochy              | Sisley Treviso             |
| Włochy              | RPA Perugia                |

## Rozgrywki

### Faza grupowa
awans do fazy play-off
     Pucharu CEV (runda Challenge)

#### Grupa A
Tabela
| Lp. | Drużyna                    | Pkt | Mecze | Mecze | Mecze | Sety | Sety | Sety  | Małe punkty | Małe punkty | Małe punkty |
| Lp. | Drużyna                    | Pkt | M     | W     | P     | wyg. | prz. | ratio | zdob.       | str.        | ratio       |
| --- | -------------------------- | --- | ----- | ----- | ----- | ---- | ---- | ----- | ----------- | ----------- | ----------- |
| 1   | GS Iraklis                 | 14  | 8     | 6     | 2     | 22   | 10   | 2.200 | 752         | 663         | 1.134       |
| 2   | Knack Randstad Roeselare   | 14  | 8     | 6     | 2     | 20   | 14   | 1.429 | 786         | 770         | 1.021       |
| 3   | ORTEC Rotterdam.Nesselande | 12  | 8     | 4     | 4     | 17   | 14   | 1.214 | 703         | 689         | 1.020       |
| 4   | Hypo Tirol Volleyballteam  | 10  | 8     | 2     | 6     | 11   | 20   | 0.550 | 669         | 716         | 0.934       |
| 5   | Unicaja Almería            | 10  | 8     | 2     | 6     | 8    | 20   | 0.400 | 585         | 657         | 0.890       |

Źródło: cev.lu
Zasady ustalania kolejności: 1. liczba zdobytych punktów; 2. wyższy stosunek setów; 3. wyższy stosunek małych punktów.
Punktacja: zwycięstwo – 2 pkt; porażka – 1 pkt
 Wyniki 
| Data       | Drużyna 1                  | Wynik | Drużyna 2                  | 1     | 2     | 3     | 4     | 5     | * |
| ---------- | -------------------------- | ----- | -------------------------- | ----- | ----- | ----- | ----- | ----- | - |
| 19.10.2005 | Unicaja Almería            | 3:0   | Volleyball Team Tirol      | 25:22 | 25:13 | 25:22 |       |       |   |
| 19.10.2005 | ORTEC Rotterdam.Nesselande | 0:3   | GS Iraklis                 | 18:25 | 18:25 | 19:25 |       |       |   |
| 26.10.2005 | Volleyball Team Tirol      | 3:2   | ORTEC Rotterdam.Nesselande | 25:18 | 19:25 | 25:23 | 20:25 | 17:15 |   |
| 26.10.2005 | Knack Randstad Roeselare   | 3:0   | Unicaja Almería            | 25:17 | 25:23 | 25:21 |       |       |   |
| 02.11.2005 | ORTEC Rotterdam.Nesselande | 3:0   | Knack Randstad Roeselare   | 28:26 | 25:22 | 34:32 |       |       |   |
| 02.11.2005 | GS Iraklis                 | 3:0   | Volleyball Team Tirol      | 25:21 | 25:21 | 25:23 |       |       |   |
| 09.11.2005 | Knack Randstad Roeselare   | 3:2   | GS Iraklis                 | 29:27 | 25:19 | 22:25 | 18:25 | 25:23 |   |
| 09.11.2005 | Unicaja Almería            | 0:3   | ORTEC Rotterdam.Nesselande | 20:25 | 21:25 | 24:26 |       |       |   |
| 07.10.2005 | GS Iraklis                 | 3:0   | Unicaja Almería            | 25:12 | 25:19 | 25:16 |       |       |   |
| 07.10.2005 | Volleyball Team Tirol      | 1:3   | Knack Randstad Roeselare   | 25:23 | 26:28 | 19:25 | 17:25 |       |   |
| 14.10.2005 | Unicaja Almería            | 1:3   | GS Iraklis                 | 18:25 | 25:21 | 19:25 | 14:25 |       |   |
| 14.10.2005 | Knack Randstad Roeselare   | 3:2   | Volleyball Team Tirol      | 22:25 | 31:29 | 27:29 | 25:19 | 15:12 |   |
| 21.10.2005 | GS Iraklis                 | 2:3   | Knack Randstad Roeselare   | 25:17 | 23:25 | 25:22 | 20:25 | 15:17 |   |
| 21.10.2005 | ORTEC Rotterdam.Nesselande | 2:3   | Unicaja Almería            | 25:21 | 28:26 | 23:25 | 24:26 | 11:15 |   |
| 04.01.2006 | Knack Randstad Roeselare   | 2:3   | ORTEC Rotterdam.Nesselande | 19:25 | 17:25 | 25:19 | 25:20 | 7:15  |   |
| 04.01.2006 | Volleyball Team Tirol      | 2:3   | GS Iraklis                 | 25:16 | 25:23 | 23:25 | 25:27 | 8:15  |   |
| 11.01.2006 | ORTEC Rotterdam.Nesselande | 3:0   | Volleyball Team Tirol      | 25:15 | 25:22 | 25:22 |       |       |   |
| 11.01.2006 | Unicaja Almería            | 1:3   | Knack Randstad Roeselare   | 22:25 | 20:25 | 25:17 | 23:25 |       |   |
| 18.01.2006 | Volleyball Team Tirol      | 3:0   | Unicaja Almería            | 25:22 | 25:15 | 25:21 |       |       |   |
| 18.01.2006 | GS Iraklis                 | 3:1   | ORTEC Rotterdam.Nesselande | 25:19 | 25:22 | 23:25 | 25:23 |       |   |

#### Grupa B
Tabela
| Lp. | Drużyna             | Pkt | Mecze | Mecze | Mecze | Sety | Sety | Sety  | Małe punkty | Małe punkty | Małe punkty |
| Lp. | Drużyna             | Pkt | M     | W     | P     | wyg. | prz. | ratio | zdob.       | str.        | ratio       |
| --- | ------------------- | --- | ----- | ----- | ----- | ---- | ---- | ----- | ----------- | ----------- | ----------- |
| 1   | Dinamo Moskwa       | 15  | 8     | 7     | 1     | 23   | 9    | 2.556 | 752         | 673         | 1.117       |
| 2   | Tours VB            | 13  | 8     | 5     | 3     | 19   | 15   | 1.267 | 810         | 761         | 1.064       |
| 3   | VfB Friedrichshafen | 12  | 8     | 4     | 4     | 17   | 14   | 1.214 | 715         | 694         | 1.030       |
| 4   | Olympiakos SFP      | 11  | 8     | 3     | 5     | 13   | 18   | 0.722 | 673         | 723         | 0.931       |
| 5   | VK Kladno           | 9   | 8     | 1     | 7     | 5    | 21   | 0.238 | 543         | 642         | 0.846       |

Źródło: cev.lu
Zasady ustalania kolejności: 1. liczba zdobytych punktów; 2. wyższy stosunek setów; 3. wyższy stosunek małych punktów.
Punktacja: zwycięstwo – 2 pkt; porażka – 1 pkt
 Wyniki 
| Data       | Drużyna 1           | Wynik | Drużyna 2           | 1     | 2     | 3     | 4     | 5     | * |
| ---------- | ------------------- | ----- | ------------------- | ----- | ----- | ----- | ----- | ----- | - |
| 19.10.2005 | VfB Friedrichshafen | 2:3   | Dinamo Moskwa       | 25:22 | 22:25 | 19:25 | 27:25 | 8:15  |   |
| 19.10.2005 | VK Kladno           | 1:3   | Tours VB            | 21:25 | 25:20 | 21:25 | 19:25 |       |   |
| 26.10.2005 | Dinamo Moskwa       | 3:0   | VK Kladno           | 25:18 | 25:20 | 25:17 |       |       |   |
| 26.10.2005 | Olympiakos SFP      | 3:2   | VfB Friedrichshafen | 25:21 | 29:27 | 25:27 | 22:25 | 18:16 |   |
| 02.11.2005 | VK Kladno           | 1:3   | Olympiakos SFP      | 18:25 | 23:25 | 25:21 | 18:25 |       |   |
| 02.11.2005 | Tours VB            | 3:2   | Dinamo Moskwa       | 25:21 | 37:39 | 20:25 | 25:18 | 15:12 |   |
| 09.11.2005 | Olympiakos SFP      | 1:3   | Tours VB            | 14:25 | 27:25 | 24:26 | 24:26 |       |   |
| 09.11.2005 | VfB Friedrichshafen | 3:0   | VK Kladno           | 25:19 | 25:13 | 35:33 |       |       |   |
| 07.10.2005 | Tours VB            | 2:3   | VfB Friedrichshafen | 27:25 | 23:25 | 25:19 | 21:25 | 18:20 |   |
| 07.10.2005 | Dinamo Moskwa       | 3:0   | Olympiakos SFP      | 25:21 | 25:18 | 25:14 |       |       |   |
| 14.10.2005 | VfB Friedrichshafen | 1:3   | Tours VB            | 23:25 | 24:26 | 25:18 | 16:25 |       |   |
| 14.10.2005 | Olympiakos SFP      | 2:3   | Dinamo Moskwa       | 25:22 | 16:25 | 25:23 | 21:25 | 14:16 |   |
| 21.10.2005 | Tours VB            | 3:1   | Olympiakos SFP      | 27:29 | 25:18 | 25:12 | 25:20 |       |   |
| 21.10.2005 | VK Kladno           | 0:3   | VfB Friedrichshafen | 15:25 | 20:25 | 17:25 |       |       |   |
| 04.01.2006 | Olympiakos SFP      | 3:0   | VK Kladno           | 25:16 | 25:21 | 25:21 |       |       |   |
| 04.01.2006 | Dinamo Moskwa       | 3:2   | Tours VB            | 24:26 | 29:27 | 18:25 | 25:23 | 16:14 |   |
| 11.01.2006 | VK Kladno           | 0:3   | Dinamo Moskwa       | 20:25 | 22:25 | 23:25 |       |       |   |
| 11.01.2006 | VfB Friedrichshafen | 3:0   | Olympiakos SFP      | 25:18 | 25:21 | 25:22 |       |       |   |
| 18.01.2006 | Dinamo Moskwa       | 3:0   | VfB Friedrichshafen | 25:16 | 27:25 | 25:20 |       |       |   |
| 18.01.2006 | Tours VB            | 0:3   | VK Kladno           | 17:25 | 23:25 | 26:28 |       |       |   |

#### Grupa C
Tabela
| Lp. | Drużyna               | Pkt | Mecze | Mecze | Mecze | Sety | Sety | Sety  | Małe punkty | Małe punkty | Małe punkty |
| Lp. | Drużyna               | Pkt | M     | W     | P     | wyg. | prz. | ratio | zdob.       | str.        | ratio       |
| --- | --------------------- | --- | ----- | ----- | ----- | ---- | ---- | ----- | ----------- | ----------- | ----------- |
| 1   | Sisley Treviso        | 14  | 8     | 6     | 2     | 21   | 14   | 1.500 | 803         | 752         | 1.068       |
| 2   | Noliko Maaseik        | 12  | 8     | 4     | 4     | 18   | 16   | 1.125 | 762         | 732         | 1.041       |
| 3   | AS Cannes             | 12  | 8     | 4     | 4     | 19   | 19   | 1.000 | 831         | 841         | 0.988       |
| 4   | evivo Düren           | 11  | 8     | 3     | 5     | 16   | 19   | 0.842 | 780         | 824         | 0.947       |
| 5   | aon hotVolleys Wiedeń | 11  | 8     | 3     | 5     | 14   | 20   | 0.700 | 740         | 767         | 0.965       |

Źródło: cev.lu
Zasady ustalania kolejności: 1. liczba zdobytych punktów; 2. wyższy stosunek setów; 3. wyższy stosunek małych punktów.
Punktacja: zwycięstwo – 2 pkt; porażka – 1 pkt
Wyniki
| Data       | Drużyna 1             | Wynik | Drużyna 2             | 1     | 2     | 3     | 4     | 5     | * |
| ---------- | --------------------- | ----- | --------------------- | ----- | ----- | ----- | ----- | ----- | - |
| 19.10.2005 | Sisley Treviso        | 3:2   | evivo Düren           | 22:25 | 19:25 | 29:27 | 25:22 | 15:10 |   |
| 19.10.2005 | aon hotVolleys Wiedeń | 2:3   | Noliko Maaseik        | 19:25 | 23:25 | 26:24 | 25:18 | 11:15 |   |
| 26.10.2005 | evivo Düren           | 3:1   | aon hotVolleys Wiedeń | 27:25 | 21:25 | 25:20 | 25:23 |       |   |
| 26.10.2005 | AS Cannes             | 2:3   | Sisley Treviso        | 25:19 | 22:25 | 15:25 | 25:23 | 12:15 |   |
| 02.11.2005 | aon hotVolleys Wiedeń | 2:3   | AS Cannes             | 25:19 | 15:25 | 25:20 | 23:25 | 10:15 |   |
| 02.11.2005 | Noliko Maaseik        | 1:3   | evivo Düren           | 25:19 | 35:37 | 21:25 | 22:25 |       |   |
| 09.11.2005 | AS Cannes             | 2:3   | Noliko Maaseik        | 22:25 | 25:20 | 20:25 | 25:22 | 13:15 |   |
| 09.11.2005 | Sisley Treviso        | 3:0   | aon hotVolleys Wiedeń | 25:21 | 25:14 | 25:18 |       |       |   |
| 07.10.2005 | Noliko Maaseik        | 1:3   | Sisley Treviso        | 20:25 | 21:25 | 25:19 | 23:25 |       |   |
| 07.10.2005 | evivo Düren           | 1:3   | AS Cannes             | 27:29 | 25:22 | 23:25 | 30:32 |       |   |
| 14.10.2005 | Sisley Treviso        | 3:2   | Noliko Maaseik        | 23:25 | 21:25 | 25:20 | 25:19 | 15:10 |   |
| 14.10.2005 | AS Cannes             | 3:2   | evivo Düren           | 22:25 | 25:17 | 25:19 | 22:25 | 15:12 |   |
| 21.10.2005 | Noliko Maaseik        | 2:3   | AS Cannes             | 25:19 | 25:19 | 23:25 | 23:25 | 11:15 |   |
| 21.10.2005 | aon hotVolleys Wiedeń | 3:1   | Sisley Treviso        | 19:25 | 26:24 | 27:25 | 25:20 |       |   |
| 04.01.2006 | AS Cannes             | 2:3   | aon hotVolleys Wiedeń | 28:30 | 33:31 | 20:25 | 25:22 | 11:15 |   |
| 04.01.2006 | evivo Düren           | 0:3   | Noliko Maaseik        | 14:25 | 16:25 | 17:25 |       |       |   |
| 11.01.2006 | aon hotVolleys Wiedeń | 3:2   | evivo Düren           | 25:20 | 22:25 | 25:17 | 21:25 | 15:10 |   |
| 11.01.2006 | Sisley Treviso        | 3:1   | AS Cannes             | 21:25 | 25:21 | 25:18 | 25:22 |       |   |
| 18.01.2006 | evivo Düren           | 3:2   | Sisley Treviso        | 26:28 | 23:25 | 27:25 | 29:27 | 15:13 |   |
| 18.01.2006 | Noliko Maaseik        | 3:0   | aon hotVolleys Wiedeń | 25:21 | 25:22 | 25:21 |       |       |   |

#### Grupa D
Tabela
| Lp. | Drużyna                    | Pkt | Mecze | Mecze | Mecze | Sety | Sety | Sety  | Małe punkty | Małe punkty | Małe punkty |
| Lp. | Drużyna                    | Pkt | M     | W     | P     | wyg. | prz. | ratio | zdob.       | str.        | ratio       |
| --- | -------------------------- | --- | ----- | ----- | ----- | ---- | ---- | ----- | ----------- | ----------- | ----------- |
| 1   | RPA Perugia                | 15  | 8     | 7     | 1     | 21   | 7    | 3.000 | 685         | 605         | 1.132       |
| 2   | Lokomotiw Biełgorod        | 14  | 8     | 6     | 2     | 20   | 10   | 2.000 | 722         | 666         | 1.084       |
| 3   | Skra Bełchatów             | 13  | 8     | 5     | 3     | 19   | 13   | 1.462 | 758         | 719         | 1.054       |
| 4   | Budućnost Podgorička banka | 9   | 8     | 1     | 7     | 9    | 21   | 0.429 | 626         | 703         | 0.890       |
| 5   | Lewski Sofia               | 9   | 8     | 1     | 7     | 5    | 23   | 0.217 | 583         | 681         | 0.856       |

Źródło: cev.lu
Zasady ustalania kolejności: 1. liczba zdobytych punktów; 2. wyższy stosunek setów; 3. wyższy stosunek małych punktów.
Punktacja: zwycięstwo – 2 pkt; porażka – 1 pkt
 Wyniki 
| Data       | Drużyna 1                  | Wynik | Drużyna 2                  | 1     | 2     | 3     | 4     | 5     | * |
| ---------- | -------------------------- | ----- | -------------------------- | ----- | ----- | ----- | ----- | ----- | - |
| 19.10.2005 | Lokomotiw Biełgorod        | 3:0   | RPA Perugia                | 35:33 | 25:19 | 25:22 |       |       |   |
| 19.10.2005 | Lewski Sofia               | 3:2   | Budućnost Podgorička banka | 19:25 | 26:24 | 25:18 | 20:25 | 15:12 |   |
| 26.10.2005 | RPA Perugia                | 3:0   | Lewski Sofia               | 25:21 | 25:19 | 25:19 |       |       |   |
| 26.10.2005 | Skra Bełchatów             | 3:1   | Lokomotiw Biełgorod        | 25:20 | 16:25 | 25:20 | 25:23 |       |   |
| 02.11.2005 | Lewski Sofia               | 1:3   | Skra Bełchatów             | 25:23 | 23:25 | 17:25 | 23:25 |       |   |
| 02.11.2005 | Budućnost Podgorička banka | 0:3   | RPA Perugia                | 19:25 | 15:25 | 21:25 |       |       |   |
| 09.11.2005 | Skra Bełchatów             | 3:1   | Budućnost Podgorička banka | 25:22 | 25:21 | 26:28 | 25:19 |       |   |
| 09.11.2005 | Lokomotiw Biełgorod        | 3:0   | Lewski Sofia               | 26:24 | 25:18 | 25:15 |       |       |   |
| 07.10.2005 | Budućnost Podgorička banka | 2:3   | Lokomotiw Biełgorod        | 19:25 | 25:23 | 25:22 | 19:25 | 9:15  |   |
| 07.10.2005 | RPA Perugia                | 3:2   | Skra Bełchatów             | 25:22 | 25:19 | 23:25 | 18:25 | 15:13 |   |
| 14.10.2005 | Lokomotiw Biełgorod        | 3:1   | Budućnost Podgorička banka | 25:23 | 25:19 | 24:26 | 25:16 |       |   |
| 14.10.2005 | Skra Bełchatów             | 1:3   | RPA Perugia                | 24:26 | 29:27 | 21:25 | 22:25 |       |   |
| 21.10.2005 | Budućnost Podgorička banka | 0:3   | Skra Bełchatów             | 24:26 | 21:25 | 19:25 |       |       |   |
| 21.10.2005 | Lewski Sofia               | 0:3   | Lokomotiw Biełgorod        | 16:25 | 26:28 | 25:27 |       |       |   |
| 04.01.2006 | Skra Bełchatów             | 3:1   | Lewski Sofia               | 25:14 | 25:20 | 16:25 | 29:27 |       |   |
| 04.01.2006 | RPA Perugia                | 0:3   | Budućnost Podgorička banka | 19:25 | 15:25 | 21:25 |       |       |   |
| 11.01.2006 | Lewski Sofia               | 0:3   | RPA Perugia                | 14:25 | 26:28 | 19:25 |       |       |   |
| 11.01.2006 | Lokomotiw Biełgorod        | 3:1   | Skra Bełchatów             | 28:26 | 16:25 | 25:23 | 25:23 |       |   |
| 18.01.2006 | RPA Perugia                | 3:1   | Lokomotiw Biełgorod        | 26:24 | 25:19 | 23:25 | 25:22 |       |   |
| 18.01.2006 | Budućnost Podgorička banka | 3:0   | Lewski Sofia               | 25:19 | 25:21 | 25:22 |       |       |   |

### Play-off

#### Runda 12
| Data       | Drużyna 1                | Wynik | Drużyna 2                  | 1     | 2     | 3     | 4     | 5     | * |
| ---------- | ------------------------ | ----- | -------------------------- | ----- | ----- | ----- | ----- | ----- | - |
| 08.02.2006 | Dinamo Moskwa            | 3:0   | ORTEC Rotterdam.Nesselande | 25:20 | 25:19 | 27:25 |       |       |   |
| 15.02.2006 | Dinamo Moskwa            | 3:0   | ORTEC Rotterdam.Nesselande | 25:19 | 25:13 | 25:23 |       |       |   |
| 08.02.2006 | Knack Randstad Roeselare | 3:2   | Tours VB                   | 28:26 | 17:25 | 18:25 | 25:21 | 15:13 |   |
| 15.02.2006 | Knack Randstad Roeselare | 0:3   | Tours VB                   | 26:28 | 18:25 | 14:25 |       |       |   |
| 08.02.2006 | Lokomotiw Biełgorod      | 3:0   | VfB Friedrichshafen        | 25:16 | 25:17 | 25:21 |       |       |   |
| 15.02.2006 | Lokomotiw Biełgorod      | 2:3   | VfB Friedrichshafen        | 22:25 | 31:29 | 25:23 | 22:25 | 8:15  |   |
| 08.02.2006 | AS Cannes                | 3:1   | RPA Perugia                | 28:26 | 25:20 | 24:26 | 25:23 |       |   |
| 15.02.2006 | AS Cannes                | 0:3   | RPA Perugia                | 14:25 | 15:25 | 16:25 |       |       |   |
| 08.02.2006 | GS Iraklis               | 3:0   | aon hotVolleys Wiedeń      | 25:17 | 25:18 | 25:15 |       |       |   |
| 15.02.2006 | GS Iraklis               | 3:1   | aon hotVolleys Wiedeń      | 20:25 | 29:27 | 25:21 | 26:24 |       |   |
| 08.02.2006 | Skra Bełchatów           | 3:1   | Noliko Maaseik             | 25:16 | 25:19 | 24:26 | 25:22 |       |   |
| 15.02.2006 | Skra Bełchatów           | 3:2   | Noliko Maaseik             | 25:21 | 23:25 | 25:20 | 22:25 | 15:13 |   |

#### Runda 6
| Data       | Drużyna 1           | Wynik | Drużyna 2      | 1     | 2     | 3     | 4     | 5     | * |
| ---------- | ------------------- | ----- | -------------- | ----- | ----- | ----- | ----- | ----- | - |
| 28.02.2006 | Dinamo Moskwa       | 3:0   | Tours VB       | 25:22 | 25:17 | 27:25 |       |       |   |
| 08.03.2006 | Dinamo Moskwa       | 3:2   | Tours VB       | 23:25 | 25:18 | 25:21 | 18:25 | 15:13 |   |
| 02.03.2006 | Lokomotiw Biełgorod | 3:0   | RPA Perugia    | 25:16 | 25:17 | 25:18 |       |       |   |
| 09.03.2006 | Lokomotiw Biełgorod | 3:1   | RPA Perugia    | 22:25 | 26:24 | 25:19 | 25:23 |       |   |
| 01.03.2006 | GS Iraklis          | 3:0   | Skra Bełchatów | 25:22 | 25:19 | 25:17 |       |       |   |
| 08.03.2006 | GS Iraklis          | 3:2   | Skra Bełchatów | 22:25 | 24:26 | 25:22 | 25:22 | 15:10 |   |

### Final Four

#### Półfinały
| Data       | Drużyna 1           | Wynik | Drużyna 2     | 1     | 2     | 3     | 4     | 5     | * |
| ---------- | ------------------- | ----- | ------------- | ----- | ----- | ----- | ----- | ----- | - |
| 25.03.2006 | Sisley Treviso      | 3:0   | Dinamo Moskwa | 25:20 | 25:14 | 25:21 |       |       |   |
| 25.03.2006 | Lokomotiw Biełgorod | 2:3   | GS Iraklis    | 24:26 | 25:23 | 25:22 | 23:25 | 13:15 |   |

#### Mecz o 3. miejsce
| Data       | Drużyna 1     | Wynik | Drużyna 2           | 1     | 2     | 3     | 4     | 5 | * |
| ---------- | ------------- | ----- | ------------------- | ----- | ----- | ----- | ----- | - | - |
| 26.03.2006 | Dinamo Moskwa | 1:3   | Lokomotiw Biełgorod | 19:25 | 25:21 | 20:25 | 20:25 |   |   |

#### Finał
| Data       | Drużyna 1      | Wynik | Drużyna 2  | 1     | 2     | 3     | 4     | 5 | * |
| ---------- | -------------- | ----- | ---------- | ----- | ----- | ----- | ----- | - | - |
| 26.03.2006 | Sisley Treviso | 3:1   | GS Iraklis | 25:23 | 23:25 | 25:23 | 26:24 |   |   |

#### Nagrody indywidualne
| Najlepszy zawodnik (MVP)        | Najlepiej punktujący          | Najlepiej atakujący       | Najlepszy blokujący             | Najlepiej zagrywający           | Najlepszy rozgrywający             | Najlepszy libero                       |
| ------------------------------- | ----------------------------- | ------------------------- | ------------------------------- | ------------------------------- | ---------------------------------- | -------------------------------------- |
| Alessandro Fei (Sisley Treviso) | Clayton Stanley (GS Iraklis ) | Thomas Hoff (GS Iraklis ) | Gustavo Endres (Sisley Treviso) | Alessandro Fei (Sisley Treviso) | Valerio Vermiglio (Sisley Treviso) | Aleksiej Wierbow (Lokomotiw Biełgorod) |

## Klasyfikacja końcowa
| Miejsce | Drużyna             |
| ------- | ------------------- |
| 1       | Sisley Treviso      |
| 2       | GS Iraklis          |
| 3       | Lokomotiw Biełgorod |
| 4       | Dinamo Moskwa       |